# 照遠寺
照遠寺（しょうおんじ）は、愛知県名古屋市東区東桜二丁目にある日蓮宗の寺院。

## 概要
山号は妙長山。別名、御堂照遠寺。旧本山は大本山本圀寺（六条門流）、莚師法縁（隆源会）。境内には明治24年（1891年）の濃尾地震と大正12年（1923年）の関東大震災の供養碑がある。

## 歴史
下津村（現在の稲沢市）に妙長尼が建立した草庵が起源である。応仁の乱で下津の山田幸長（妙長尼の兄）が京都で戦死したため、文明10年（1478年）に子の山田長親が父の菩提供養のため弟の日縁を開山として法華題目堂を建立した。大永元年（1521年）、祖師像（日蓮在世中の文永10年（1273年）銘がある）が安置された。享禄4年（1531年）、久遠院日珍が祖師堂と釈迦堂を建立して青遠山妙長寺と号した。天正11年（1583年）に織田信雄が立ち寄り、父の織田信長に因み妙長父寺と改号した。天正14年（1586年）、清須城下に移転した。慶長15年（1610年）の清須越しで名古屋市東区に移り妙長寺に寺号を復した。承応3年（1654年）に寺号を照遠寺に改号し、陽雲院日政（7世）が祖師堂を再建した。享保18年（1733年）に徳川宗春（7代尾張藩主）より葵の御紋の使用を許可され、楼門の柱、鴨居、経箱などに葵紋が付けられる。嘉永6年（1853年）に祖師堂より出火し本堂、祖師堂、庫裏、書院、玄関を焼失し、安政2年（1855年）までに本堂、祖師堂、庫裏が、明治19年（1886年）に鐘楼が再建された。しかし明治24年（1891年）の濃尾地震で大破し後に修復された。昭和34年（1959年）伊勢湾台風で祖師堂が倒壊した。

## 境内
- 楼門 - 享保15年建立。唯一、当時のまま現存する建物。

## 歴代
- 陽雲院日政